# هوتيبس
هوتبس (بالإنجليزية: Hoteps) هي ثقافة فرعية للأمريكيين الأفارقة الذين يستخدمون مصر القديمة كمصدر للفخر الأسود. المجتمع من أصل أفريقي وقد وصفه النقاد بأنه يروج للتاريخ الزائف. من المعتقدات الأكثر شهرة للمجموعة أن المصريين القدماء كانوا من السود، على عكس النظرية الأكثر شهرة بأن المصريين القدماء كانوا مجتمعًا متنوعًا للغاية، يتألف من السكان الأصليين في وادي النيل المصري، والمجموعات العرقية التي كانت تعيش في الصحراء، والليبيين والسودانيين واليونانيين والعرب وغيرهم، وليس حضارة متجانسة عرقيًا.

## الأصول
على الرغم من عدم تعريفها دائمًا باسم «هوتيبس»، فقد نشأ المجتمع المصري من أوائل القرن العشرين بين المجتمع الأسود في الولايات المتحدة، بالإضافة إلى ظهور الحركة المركزية الأفريقية في أعقاب حركة الحقوق المدنية (مع عودة ظهورها لاحقًا في الثمانينيات والتسعينيات).
تم استخدام مصطلح «هوتيبس» بين المتحدرين من أصل أفريقي كتحية، على غرار «جئت في سلام»، ولكن اكتسبت شعبية في الآونة الأخيرة على مواقع التواصل الاجتماعي مثل تويتر وانستغرام. أصبح يستخدم في وقت لاحق للإشارة إلى بعض المجتمعات الأفريقية المركزية ككل، وغالبًا ما تستخدم بشكل مهين «لوصف شخص إما محاكاة ساخرة لا تعرف ما لها من مركزية أفريقية [...] أو شخص مؤيد بصوت عالٍ وواضح وبغيض للسود ولكنه مناهض للتقدم».

## أيديولوجيا
تم وصف هوتيبس بأنها تروّج لتاريخ زائف ومعلومات خاطئة عن السود والتاريخ الأسود. يُنظر إليه عمومًا على أنه يميني ومحافظ اجتماعيًا، وقد شبهه بعض منتقديه باليمين البديل.
يُنظر إليهم على أنهم متآمرون، قوميون أسود، مناهضون للنسوية، مناهضون لمجتمع الميم ومعادون للسامية. جادل البعض بأن معتقدات هوتيبس ضيقة الأفق (تركز فقط على مصر بدلاً من جوانب أخرى من التاريخ الأفريقي)، وتجادل النسويات السود بأن هوتيبس يديم ثقافة الاغتصاب من خلال ضبط النشاط الجنسي للمرأة وليس انتقاد الرجال السود المفترسين.